# Haribo

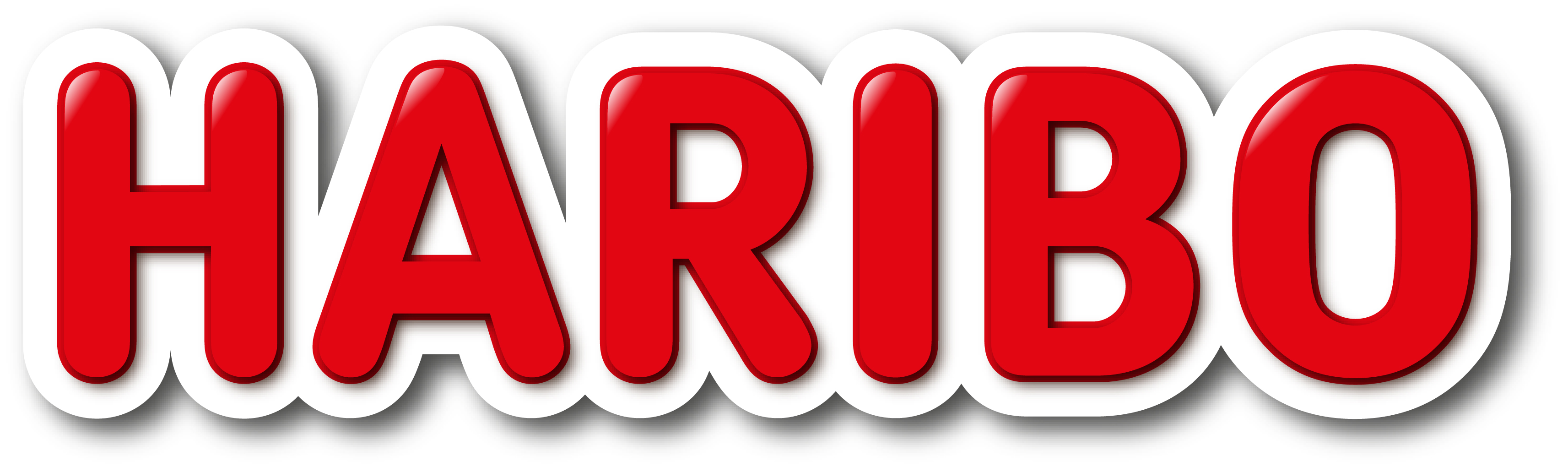

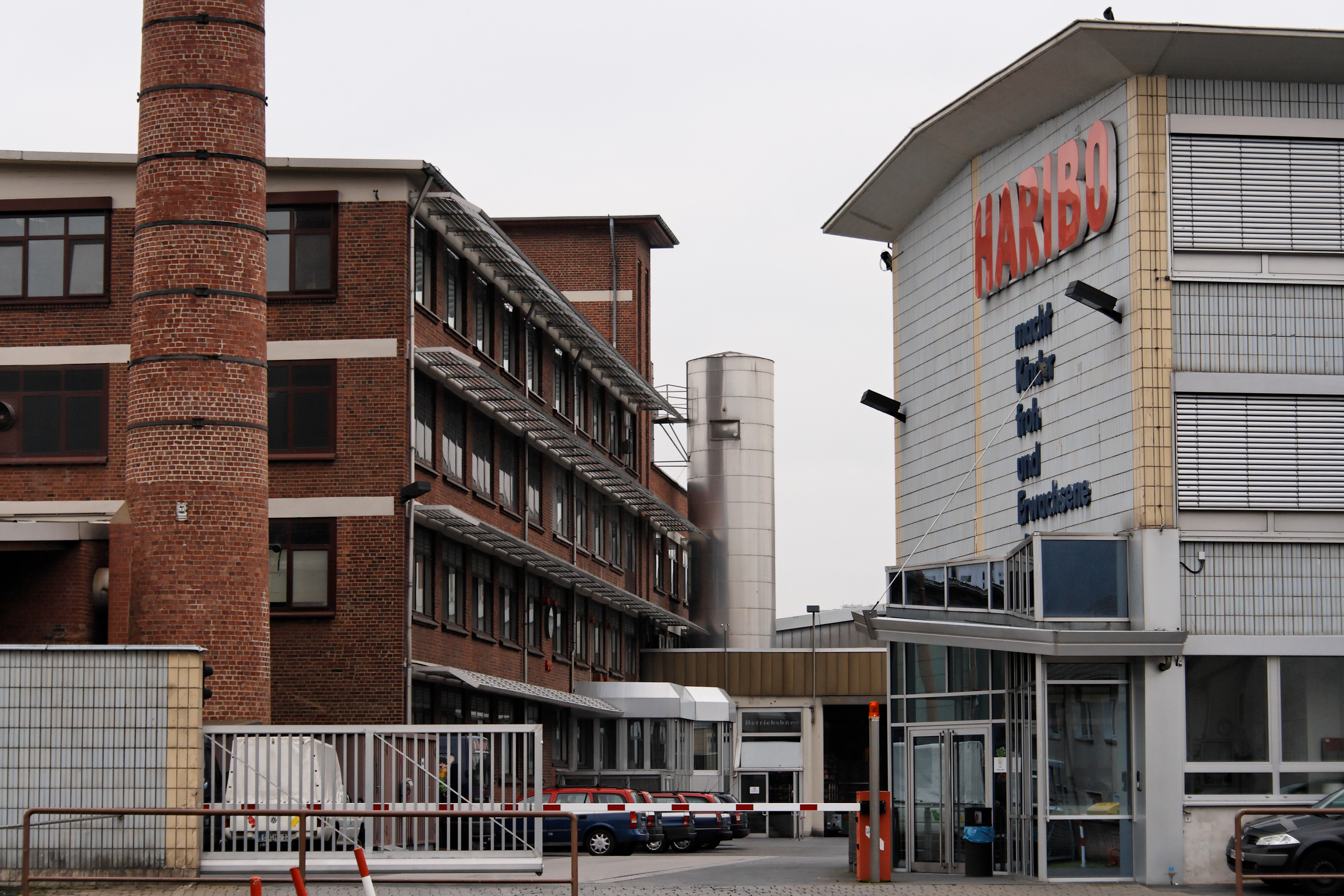
Fabriken i Bonn.

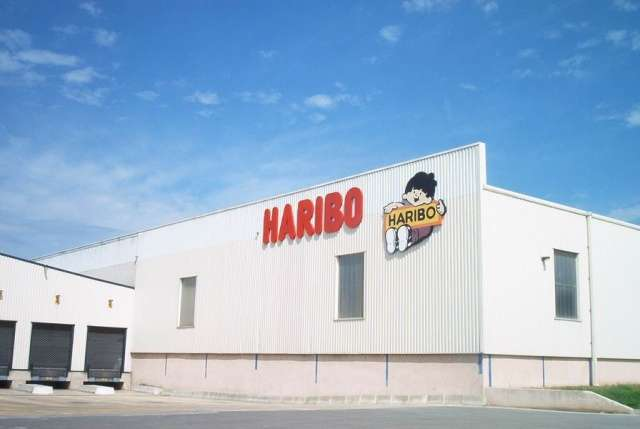
En av Haribos fabriker i Uzès i Frankrike.

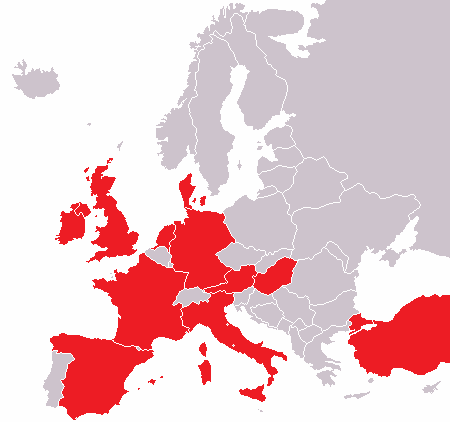
De länder i Europa i vilka Haribo har produktion.

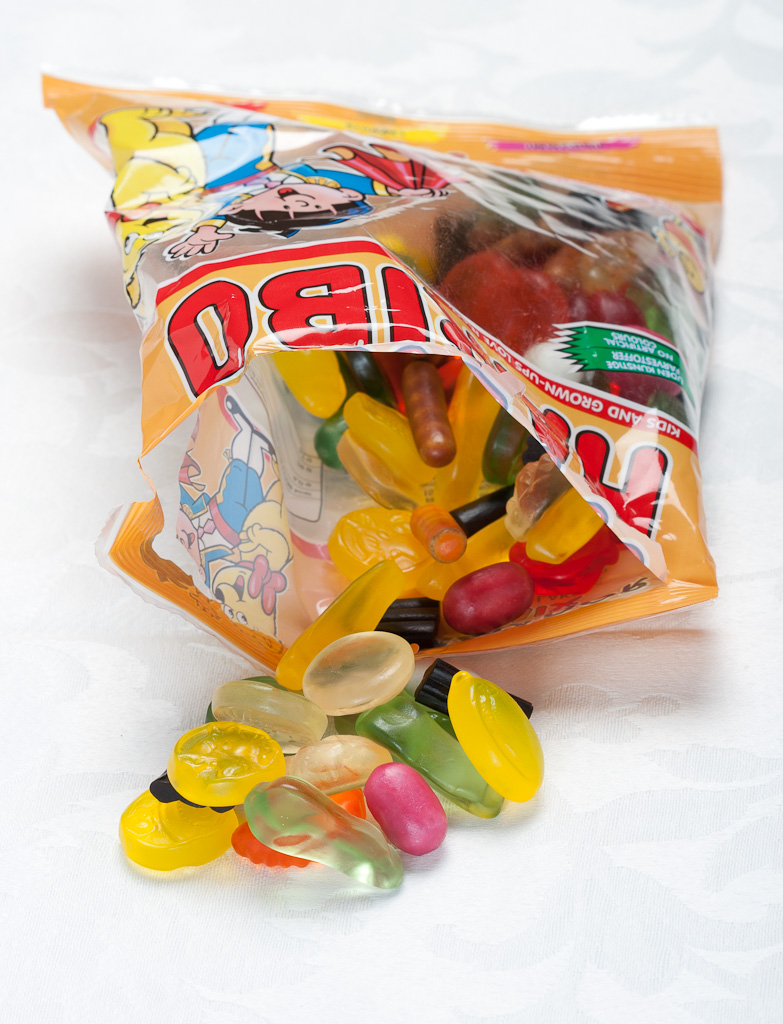
En godispåse med Haribos Matador Mix.

Haribo, förkortning för Hans Riegel Bonn, är en av Europas största godistillverkare och grundades i Bonn i Tyskland 1920.
Haribos är bland annat kända för sina gelébjörnar. Företagets maskot är en gul björn.

## Historia
Hans Riegel grundade Haribo i Bonn-stadsdelen Kessenich 1920 där huvudkontoret med fabrik fortfarande finns. Två år senare skapade han föregångaren till succén Goldbären som hette Tanzbären. Haribo växte snabbt till en av de ledande godistillverkarna under mellankrigstiden. 1925 började man tillverka lakritsprodukter. Idag tillverkar man ett brett sortiment av fruktgummin, karameller och lakrits.
Efter Hans Riegels plötsliga död i mars 1945 övergick företaget till hans söner Hans och Paul. Under tiden som sönerna satt i krigsfångenskap leddes företaget av deras mor Gertrud Riegel (1900-1973). Hans Riegel leder företaget utåt medan Paul Riegel var ansvarig för forskning och produktutveckling. Hans Riegel syns i offentliga sammanhang medan Paul Riegel nästan aldrig visade sig offentligt.
Företaget har växt genom flera uppköp i bland annat Frankrike, England och hemma i Tyskland. Företagets mest kända produkt Gelébjörnarna producerade man 2005 dagligen i 100 miljoner exemplar fördelat på 18 fabriker runt om i Europa.
Efter Paul Riegels död 2009 ägs företaget till 50% av Hans Riegel och till 50% av ett holdingbolag som kontrolleras av Paul Riegels fyra barn Hans-Jürgen, Hans-Guido, Hans-Arndt och Andrea Riegel.
Thomas Gottschalk har under många år gjort reklam för Haribo i Tyskland.

## Produktion
Haribo har omkring 6 000 anställda och fem fabriker i Tyskland och ytterligare 13 i övriga Europa. Haribos produkter säljs i över 100 länder.
Haribo har en produktionsanläggning i Faxe i Danmark och lager i Helsingborg.